# Чемпіонат Європи з футболу 2024 (кваліфікаційний раунд, група A)
Група A кваліфікації УЄФА Євро-2022 — одна з 10 груп для визначення команд, які пройдуть до Чемпіонату Європи 2024 у Німеччині. Група A складається з 5 команд: Грузія, Іспанія, Кіпр, Норвегія та Шотландія. Команди зіграють одна з одною вдома та на виїзді за круговою системою.
Дві кращі команди групи потраплять напряму до Чемпіонату Європи 2024. В той час, як учасники плей-оф визначаються на основі результатів Ліги націй УЄФА 2022–23.

## Турнірна таблиця
| Поз | Команда   | І | В | Н | П | ГЗ | ГП | РГ  | О  | Кваліфікація                       |  | Іспанія | Шотландія | Норвегія | Грузія | Кіпр |
| --- | --------- | - | - | - | - | -- | -- | --- | -- | ---------------------------------- |  | ------- | --------- | -------- | ------ | ---- |
| 1   | Іспанія   | 8 | 7 | 0 | 1 | 25 | 5  | +20 | 21 | Кваліфікація до фінального турніру |  | —       | 2:0       | 3:0      | 3:1    | 6:0  |
| 2   | Шотландія | 8 | 5 | 2 | 1 | 17 | 8  | +9  | 17 | Кваліфікація до фінального турніру |  | 2:0     | —         | 3:3      | 2:1    | 3:0  |
| 3   | Норвегія  | 8 | 3 | 2 | 3 | 14 | 12 | +2  | 11 |                                    |  | 0:1     | 1:2       | —        | 2:1    | 3:1  |
| 4   | Грузія    | 8 | 2 | 2 | 4 | 12 | 18 | −6  | 8  | Вихід до плей-оф через Лігу націй  |  | 1:7     | 2:2       | 1:1      | —      | 4:0  |
| 5   | Кіпр      | 8 | 0 | 0 | 8 | 3  | 28 | −25 | 0  |                                    |  | 1:3     | 0:3       | 0:4      | 1:2    | —    |

## Матчі
УЄФА опублікували розклад матчів 10 жовтня 2022, на наступний день після жеребкування. Час вказано у EET/EEST (київський час) (місцевий час, якщо відрізняється, вказано в дужках).
| 25 березня 2023 16:00 (14:00 GMT) |

| Шотландія                             | 3:0      | Кіпр |
| ------------------------------------- | -------- | ---- |
| - Макгінн 21' - Мактоміней 87', 90+3' | Протокол |      |

| Гемпден-Парк, Глазго Глядачів: 48 195 Арбітр: Дує Струкан (Хорватія) |

| 25 березня 2023 21:45 (20:45 CET) |

| Іспанія                       | 3:0      | Норвегія |
| ----------------------------- | -------- | -------- |
| - Ольмо 13' - Хоселу 84', 85' | Протокол |          |

| Ла Росаледа, Малага Глядачів: 29 214 Арбітр: Бенуа Бастьєн (Франція) |

| 28 березня 2023 19:00 (20:00 GET) |

| Грузія           | 1:1      | Норвегія     |
| ---------------- | -------- | ------------ |
| - Мікаутадзе 60' | Протокол | - Серлот 15' |

| Аджарабет Арена, Батумі Глядачів: 20 300 Арбітр: Андріс Трейманіс (Латвія) |

| 28 березня 2023 21:45 (20:45 BST) |

| Шотландія            | 2:0      | Іспанія |
| -------------------- | -------- | ------- |
| - Мактоміней 7', 51' | Протокол |         |

| Гемпден-Парк, Глазго Глядачів: 47 976 Арбітр: Сандро Шерер (Швейцарія) |

| 17 червня 2023 19:00 (18:00 CEST) |

| Норвегія          | 1:2      | Шотландія                |
| ----------------- | -------- | ------------------------ |
| Голанн 62' (пен.) | Протокол | - Дайкс 87' - Маклін 89' |

| Уллевол, Осло Глядачів: 25 791 Арбітр: Матей Юг (Словенія) |

| 17 червня 2023 21:45 |

| Кіпр              | 1:2      | Грузія                             |
| ----------------- | -------- | ---------------------------------- |
| Піттас 38' (пен.) | Протокол | - Мікаутадзе 31' - Давіташвілі 84' |

| АЕК Арена, Ларнака Глядачів: 3 763 Арбітр: Фабіу Веріссіму (Португалія) |

| 20 червня 2023 21:45 (19:45 BST) |

| Шотландія                   | 2:0      | Грузія |
| --------------------------- | -------- | ------ |
| Макгрегор 6' Мактоміней 47' | Протокол |        |

| Гемпден-Парк, Глазго Глядачів: 50 062 Арбітр: Іштван Вад (Угорщина) |

| 20 червня 2023 21:45 (20:45 CEST) |

| Норвегія                              | 3:1      | Кіпр           |
| ------------------------------------- | -------- | -------------- |
| Сульбаккен 12' Голанн 56' (пен.), 60' | Протокол | Кастанос 90+3' |

| Уллевол, Осло Глядачів: 23 643 Арбітр: Александар Ставрев (Північна Македонія) |

| 8 вересня 2023 19:00 (20:00 GET) |

| Грузія         | 1:7      | Іспанія                                                                 |
| -------------- | -------- | ----------------------------------------------------------------------- |
| Чакветадзе 49' | Протокол | Мората 22', 40', 66' Кверквелія 56' (аг) Ольмо 38' Вільямс 68' Ямал 74' |

| Динамо Арена, Тбілісі Глядачів: 51 694 Арбітр: Даніель Зіберт (Німеччина) |

| 8 вересня 2023 21:45 |

| Кіпр | 0:3      | Шотландія                             |
| ---- | -------- | ------------------------------------- |
|      | Протокол | Мактоміней 6' Портеус 16' Макгінн 30' |

| АЕК Арена, Ларнака Глядачів: 6 633 Арбітр: Балаж Берке (Угорщина) |

| 12 вересня 2023 21:45 (20:45 CEST) |

| Іспанія                                                  | 6:0      | Кіпр |
| -------------------------------------------------------- | -------- | ---- |
| Гаві 18' Меріно 33' Хоселу 70' Торрес 73', 83' Баена 77' | Протокол |      |

| Лос Карменес, Гранада Глядачів: 23 665 Арбітр: Сімоне Соцца (Італія) |

| 12 вересня 2023 21:45 (20:45 CEST) |

| Норвегія              | 2:1      | Грузія           |
| --------------------- | -------- | ---------------- |
| Голанн 25' Едегор 33' | Протокол | Зівзівадзе 90+1' |

| Уллевол, Осло Глядачів: 17 311 Арбітр: Никола Дабанович (Чорногорія) |

| 12 жовтня 2023 21:45 (20:45 CEST) |

| Іспанія               | 2:0      | Шотландія |
| --------------------- | -------- | --------- |
| Мората 73' Сансет 86' | Протокол |           |

| Олімпійський стадіон, Севілья Глядачів: 45 623 Арбітр: Сердар Гезюбююк (Нідерланди) |

| 12 жовтня 2023 21:45 |

| Кіпр | 0:4      | Норвегія                               |
| ---- | -------- | -------------------------------------- |
|      | Протокол | Серлот 33' Голанн 65', 72' Аурснес 81' |

| АЕК Арена, Ларнака Глядачів: 7 206 Арбітр: Донатас Румшас (Литва) |

| 15 жовтня 2023 16:00 (17:00 GET) |

| Грузія                                                              | 4:0      | Кіпр |
| ------------------------------------------------------------------- | -------- | ---- |
| Кітеішвілі 46' Кварацхелія 58' Шенгелія 82' Мікаутадзе 90+5' (пен.) | Протокол |      |

| Стадіон ім. Михайла Месхі, Тбілісі Глядачів: 15 871 Арбітр: Роб Джонс (Англія) |

| 15 жовтня 2023 21:45 (20:45 CEST) |

| Норвегія | 0:1      | Іспанія  |
| -------- | -------- | -------- |
|          | Протокол | Гаві 49' |

| Уллевол, Осло Глядачів: 25 885 Арбітр: Тобіас Штілер (Німеччина) |

| 16 листопада 2023 19:00 (21:00 GET) |

| Грузія               | 2:2      | Шотландія                     |
| -------------------- | -------- | ----------------------------- |
| Кварацхелія 15', 57' | Протокол | Мактоміней 49' Шенкленд 90+2' |

| Динамо Арена, Тбілісі Глядачів: 44 595 Арбітр: Александар Ставрев (Північна Македонія) |

| 16 листопада 2023 21:45 |

| Кіпр       | 1:3      | Іспанія                          |
| ---------- | -------- | -------------------------------- |
| Пілеас 75' | Протокол | Ямал 5' Оярсабаль 22' Хоселу 28' |

| Лімасол Арена, Лімасол Глядачів: 9 667 Арбітр: Микола Балакін (Україна) |

| 19 листопада 2023 21:45 (20:45 CET) |

| Іспанія                                    | 3:1      | Грузія          |
| ------------------------------------------ | -------- | --------------- |
| Ле Норман 4' Торрес 55' Лочошвілі 72' (аг) | Протокол | Кварацхелія 10' |

| Хосе Соррилья, Вальядолід Глядачів: 24 146 Арбітр: Овідіу Гацеган (Румунія) |

| 19 листопада 2023 21:45 (19:45 GMT) |

| Шотландія                                  | 3:3      | Норвегія                           |
| ------------------------------------------ | -------- | ---------------------------------- |
| Макгінн 13' Естігор 33' (аг) Армстронг 59' | Протокол | Деннум 3' Ларсен 20' Ельюнуссі 86' |

| Гемпден-Парк, Глазго Глядачів: 48 138 Арбітр: Гораціу Феснік (Румунія) |

## Бомбардири
Протягом турніру було забито  70 голів у 20 матчах, з середнім показником 3.5 голів за матч.
7 голів
- Скотт Мактоміней

6 голів
- Ерлінг Голанн

4 голи
- Хвіча Кварацхелія
- Хоселу
- Альваро Мората

3 голи
- Жорж Мікаутадзе
- Джон Макгінн
- Ферран Торрес

2 голи
- Гаві
- Дані Ольмо
- Ламін Ямал
- Александер Серлот

1 гол
- Зуріко Давіташвілі
- Буду Зівзівадзе
- Отар Кітеішвілі
- Гіоргі Чакветадзе
- Леван Шенгелія
- Алекс Баена
- Робен Ле Норман
- Мікель Меріно
- Мікель Оярсабаль
- Ойан Сансет
- Ніко Вільямс
- Іоанніс Піттас
- Костас Пілеас
- Грігоріс Кастанос
- Фредрік Аурснес
- Арон Деннум
- Мохамед Ельюнуссі
- Мартін Едегор
- Ула Сульбаккен
- Йорген Странд Ларсен
- Стюарт Армстронг
- Ліндон Дайкс
- Стівен Маклін
- Каллум Макгрегор
- Раян Портеус
- Лоуренс Шенкленд

1 автогол
- Соломон Кверквелія (проти Іспанії)
- Лука Лочошвілі (проти Іспанії)
- Лео Естігор (проти Шотландії)

## Дисциплінарні покарання
Гравець автоматично пропускає наступний матч за наступні дисциплінарні порушення:
- Червона картка (відсторонення за червону картку може бути збільшене за серйозні порушення)
- 3 жовті картки у трьох різних матчах (відсторонення за червону також поширюється і на плей-оф, але не на фінальний турнір чи і подальші міжнародні матчі)

Гравці відбули (чи відбудуть) наступні дисциплінарні покарання: 
| Команда | Гравець        | Порушення                       | Відсторонено на матч(і)     |
| ------- | -------------- | ------------------------------- | --------------------------- |
| Кіпр    | Ніколас Іоанну | пр. Шотландії (25 березня 2023) | пр. Грузії (17 червня 2023) |

| ЖК           | жовта картка                                      |
| ЖК · YK · RK | непряма червона картка (дві жовті в одному матчі) |
| RK           | червона картка                                    |
| ЖК · RK      | жовта та червона картка в одному матчі            |

## Позначки
1. ↑  EET (UTC+2) для матчів до 26 березня та у листопаді 2023, та EEST (UTC+3) для решти матчів.